# Thanh Miếu
Thanh Miếu là một phường thuộc thành phố Việt Trì, tỉnh Phú Thọ, Việt Nam.

## Địa lý
Phường Thanh Miếu nằm ở trung tâm thành phố Việt Trì, có vị trí địa lý:
- Phía đông giáp xã Sông Lô
- Phía tây giáp phường Thọ Sơn
- Phía nam giáp phường Bến Gót
- Phía bắc giáp xã Trưng Vương.

Phường có diện tích 2,63 km², dân số năm 2002 là 8.769 người, mật độ dân số đạt 3.332 người/km².

## Lịch sử
Ngày 13 tháng 1 năm 1984, Hội đồng Bộ trưởng ban hành Quyết định số 10-HĐBT. Theo đó, chia phường Thanh Miếu thành hai phường Thanh Miếu và Thọ Sơn.
Phường Thanh Miếu gồm có các xóm Kiến Thiết, Hòa Bình, Trung Kiên, Đồi Cam, Thanh Miếu, các hồ ven sông Lô và một phần khu đồi A của xã Trưng Vương nhập vào.
Ngày 8 tháng 4 năm 2002, Chính phủ ban hành Nghị định số 39/2002/NĐ-CP. Theo đó, thành lập phường Bến Gót trên cơ sở 256,10 ha diện tích tự nhiên và 5.732 người của phường Thanh Miếu.
Sau khi điều chỉnh địa giới hành chính, phường Thanh Miếu còn lại 263,14 ha diện tích tự nhiên và 8.769 người.